# Armênios orientais
Armênios orientais ou armênios do leste (em armênio/arménio:  Արևելից կողմանք Հայոց) é o nome comum das províncias de Artsaque e Otena na Idade Média.

## Localização geográfica
Os armênios orientais incluem as regiões de Artsaque e Otena da Grande Armênia.

### Menção em fontes históricas
Estrabão, descrevendo a Armênia do século I mencionou os três topônimos de Orquistena, Sacasena e Araxena (campo de Araxes), que foram colocados na parte oriental da Armênia. Orquistena é Artsaque, Sacasena é Xacaxém e Araxena é a parte sul de Otena / Utique (Utik). Na sua descrição geográfica da Grande Armênia, Cláudio Ptolomeu enumera as suas províncias, incluindo Soducena, Sacasena e Otena, cuja localização na parte oriental da Armênia não levanta quaisquer dúvidas. Esta também deve ser considerada a primeira menção de Otena, porque as opiniões sobre a conexão com o antigo país dos útios ou aos udis não são suficientemente fundamentadas, e o nome Otena vem da palavra armênia "vale". A Geografia de Cláudio Ptolomeu apresenta a divisão administrativa da Grande Armênia em províncias chamadas ascar (em armênio/arménio: աշխարհ ashkharh, lit. "mundo" ou "país") e as províncias de Utique (Otena), Gardamana (Sacasena - Xacaxém) e Artsaque (Soducena - Tsavedeque) que dela fazem parte, cujas informações sobre a formação foram preservadas na História da Armênia de Moisés de Corene.

## História
No século VI, a sede do marzobã e do católico albanês foram transferidas de Chol, na margem esquerda do Cura, na Albânia, para Partava. Como resultado da anexação dos territórios armênios pelo marzobã albanês, surgiu o conceito de “armênios do oriente”, que tinha uma natureza puramente geográfica. Em 428, após a destruição da dinastia dos arsácidas na Armênia Oriental, a Pérsia juntou as províncias periféricas da Grande Armênia às províncias vizinhas. Gugarque para Virque, Paitacarã para Atrepatacã, Otena e Artsaque à Albânia. Após pouco tempo, especialmente devido à rebelião de 451, a corte persa teve que conceder alguns privilégios às províncias sujeitas. Aproveitando esta circunstância, Artsaque e Otena conquistaram a independência na região. Desde então, o território dos dois estados mencionados nas fontes armênias passou a ser chamado de "armênios do oriente" ou "armênios do leste", porque era a região oriental (leste) de Haique, também "Albânia". "Albânia" porque fizeram parte do marzobã "albanês". Com o estabelecimento do domínio árabe, as associações estatais de Xaqui, Xirvão e Derbente foram criadas na Albânia, e a região na margem esquerda do rio Cura foi chamada pelos nomes mencionados, substituindo o nome clássico "Albânia". A designação permaneceu apenas nos marzes habitados por armênios da margem direita, e em vez dos nomes "armênios do oriente" e "armênios do leste", o nome "Albânia" tornou-se mais comum. Segundo Moisés de Dascurã, um dos apóstolos de Cristo, Tadeu veio para a Armênia e espalhou o cristianismo nas regiões orientais. Após o martírio de Tadeu, os seus discípulos continuaram a obra incompleta, um deles, Eliseu, tendo recebido a ordenação do primeiro ancião de Jerusalém, Tiago, difundiu o cristianismo em Artsaque e Otena. Ele construiu uma igreja na fronteira de Otena e Artsaque, em Quis.